# Mamut de stepă
Mamutul de stepă (Mammuthus trogontherii sau Mammuthus armeniacus) este o specie de mamut care a apărut și a trăit în timpul Pleistocenului mijlociu (cu aprox. 600.000-370.000 de ani în urmă). Se presupune că apărut în Siberia, evoluând din mamutul meridional (Mammuthus meridionalis) și s-a răspândit apoi în cea mai mare parte a nordului Eurasiei, reprezentând primul stadiu de evoluție al elefanților de stepă și de tundră, fiind un strămoș al mamutului lânos (Mammuthus primigenius).
Comparativ cu mamutul meridional, mamutul de stepă a avut un craniu mai mic și un maxilar mai scurt. Marea majoritate a indivizilor ajungeau la înălțimea de 4 m și lungimea totală (cu tot cu fildeși) de aproximativ 4,9 m. Acest fapt face din mamutul de stepă, unul dintre cei mai mari reprezentanți ai proboscidenilor și probabil cel mai mare reprezentant al mamuților. În muzeul din Azov, Rusia, există un schelet asamblat cu o înălțime de 4,5 metri, dar se crede ca dimensiunea sa este supraestimată deoarece vertebrele sale au fost plasate între vârfurile omoplaților. Un alt individ, reprezentat de un humerus înalt de 1,45 m se află la muzeul din Mosbach Sande, Germania. Se presupune că ar fi avut o înălțime de 4,5 m și ar fi cântărit aproximatix 9-10 t. Acesta ar putea fi cel mai mare mamut descoperit vreodată.

## Galerie de imagini

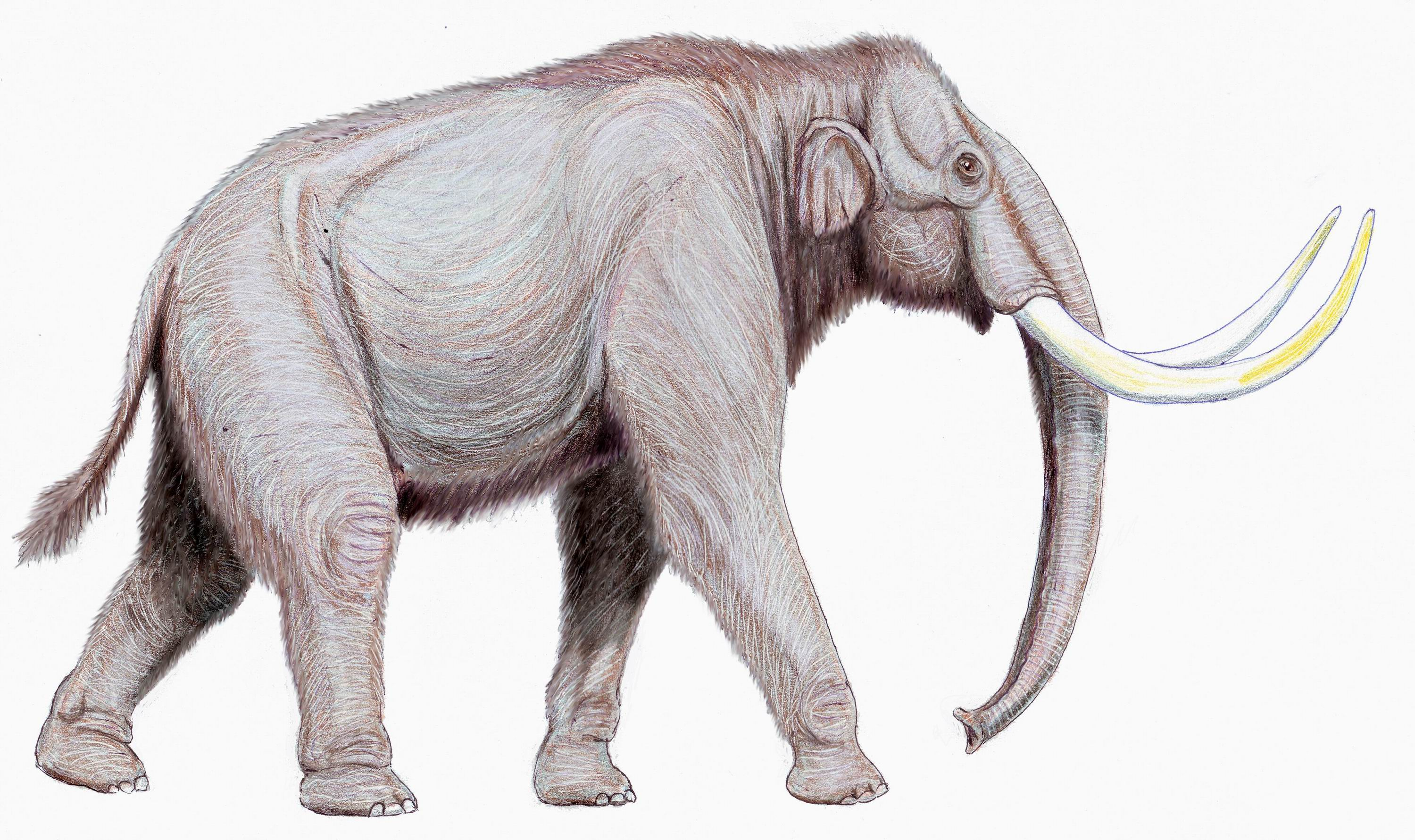
Reconstituire
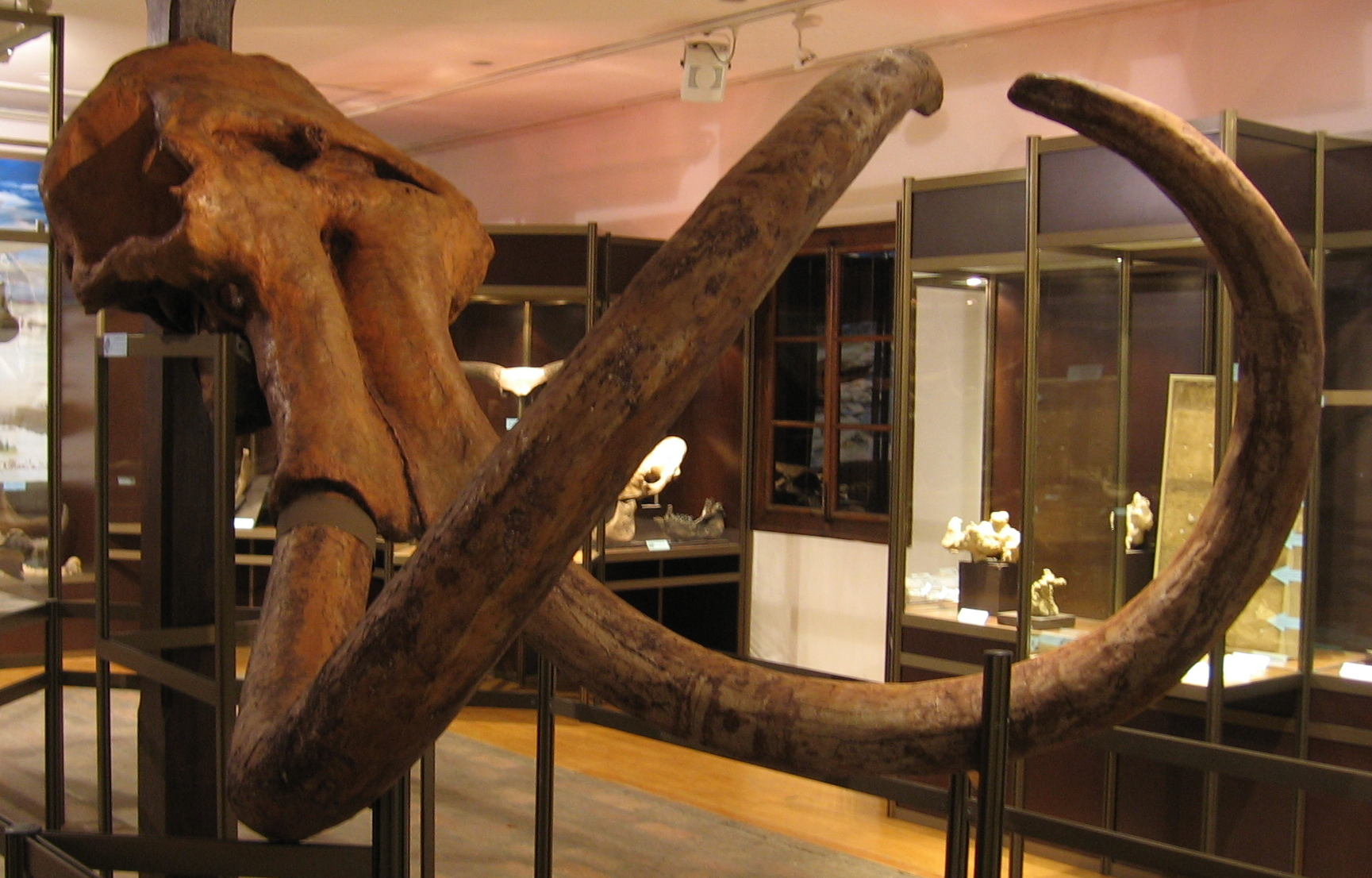
Craniu
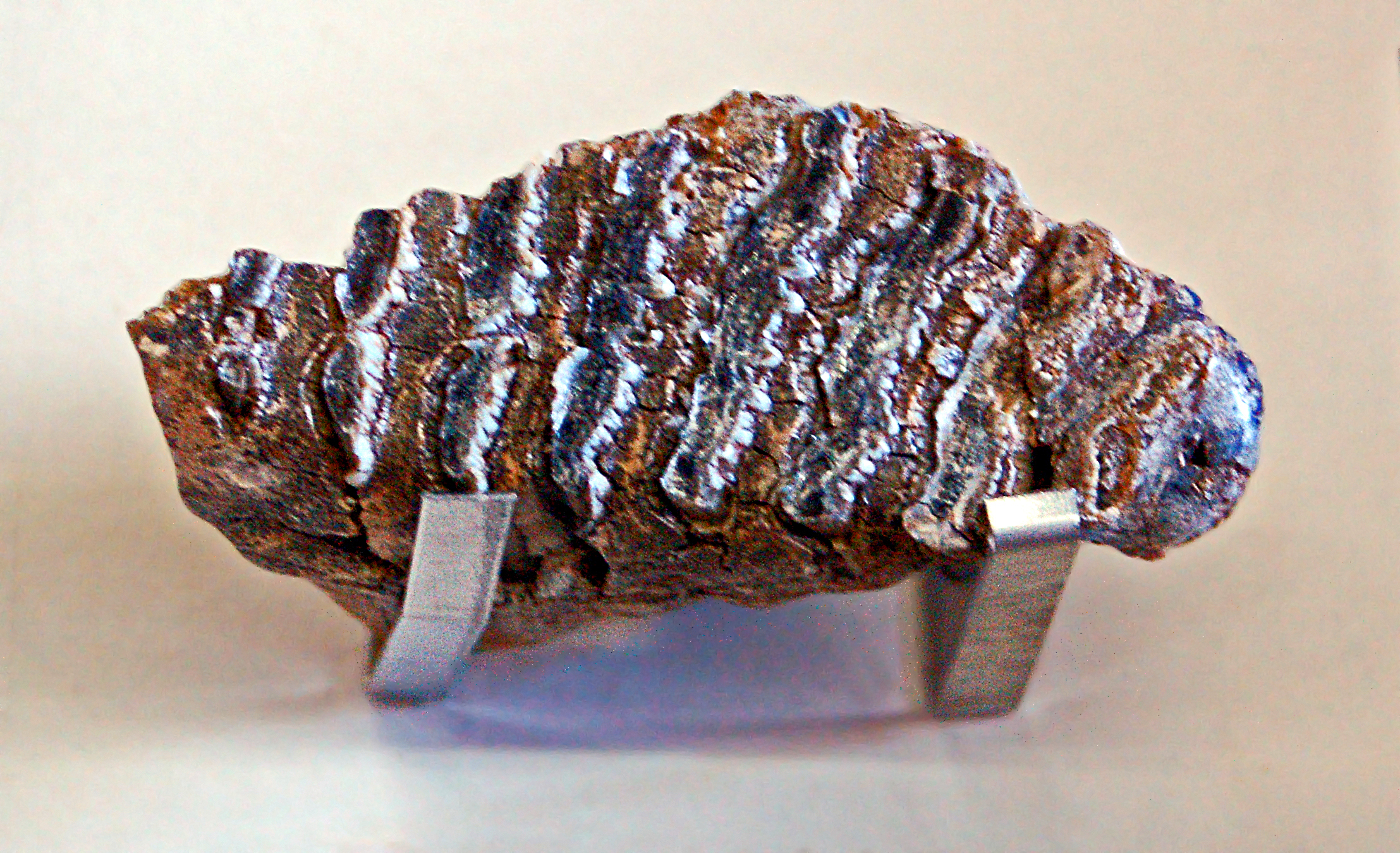
Molar